# Sweet Nothing
Singles par Calvin Harris
Iron
(2012) Drinking from the Bottle
(2013)
Sweet Nothing est une chanson de l'artiste écossais Calvin Harris interprétée par la chanteuse britannique Florence Welch. Florence Welch étant la chanteuse du groupe d'indie rock Florence and the Machine. Extrait du 3e album studio de Calvin Harris 18 Months, le single sort le 14 octobre 2012. La chanson est écrite par Calvin Harris, Florence Welch et Kid Harpoon et produit par Calvin Harris.

## Formats et liste des pistes
CD Single en Allemagne
1. Sweet Nothing 3:32
2. Sweet Nothing (Tiësto Remix) 5:08

EP Digital
1. Sweet Nothing  (Diplo and Grandtheft Remix) 3:32
2. Sweet Nothing (Tiësto Remix) 5:08
3. Sweet Nothing (Burns Remix) 4:00
4. Sweet Nothing (Dirtyloud Remix) 4:02
5. Sweet Nothing (Qulinez Remix) 6:14

## Classement certifications
| Classement (2012–2013)                      | Meilleure position |
| ------------------------------------------- | ------------------ |
| Australie (ARIA)                            | 2                  |
| Autriche (Ö3 Austria Top 40)                | 29                 |
| Belgique (Flandre Ultratop 50 Singles)      | 9                  |
| Belgique (Wallonie Ultratop 50 Singles)     | 23                 |
| Canada (Hot 100)                            | 17                 |
| Croatie (Airplay Radio Chart)               | 10                 |
| Tchéquie (IFPI Rádio)                       | 26                 |
| Danemark (Tracklisten)                      | 8                  |
| Finlande (Suomen virallinen lista)          | 9                  |
| France (SNEP)                               | 17                 |
| Allemagne (Media Control AG)                | 19                 |
| Hongrie (Dance Top 40)                      | 31                 |
| Hongrie (Rádiós Top 40)                     | 12                 |
| Irlande (IRMA)                              | 1                  |
| Israël (Media Forest)                       | 8                  |
| Japon (Billboard Japan Hot 100)             | 36                 |
| Pays-Bas (Nederlandse Top 40)               | 22                 |
| Nouvelle-Zélande (RMNZ)                     | 2                  |
| Norvège (VG-lista)                          | 13                 |
| Pologne (ZPAV)                              | 4                  |
| Pologne (Dance Top 50)                      | 25                 |
| Roumanie (Romanian Top 100)                 | 72                 |
| Écosse (OCC)                                | 1                  |
| Slovaquie (IFPI Rádio)                      | 30                 |
| Espagne (PROMUSICAE)                        | 33                 |
| Suède (Sverigetopplistan)                   | 15                 |
| Suisse (Schweizer Hitparade)                | 36                 |
| Royaume-Uni (UK Singles Chart)              | 1                  |
| Royaume-Uni (UK Dance Chart)                | 1                  |
| États-Unis (Hot 100)                        | 10                 |
| États-Unis Pop Songs (Billboard)            | 6                  |
| États-Unis Hot Dance Club Songs (Billboard) | 1                  |
| États-Unis Adult Pop Songs (Billboard)      | 20                 |

| Pays             | Organisme | Certification | Vente     |
| ---------------- | --------- | ------------- | --------- |
| Allemagne        | BVMI      | Or            | 150 000   |
| Australie        | ARIA      | 3 × Platine   | 210 000   |
| Canada           | CRIA      | 2 × Platine   | 160 000   |
| Belgique         | BEA       | Or            | 15 000    |
| Danemark         | IFPI      | 2 × Platine   | 60 000    |
| Italie           | FIMI      | Platine       | 30 000    |
| Nouvelle-Zélande | RIANZ     | Platine       | 15 000    |
| États-Unis       | RIAA      | Platine       | 1 216 000 |

| Classement (2012)                             | Meilleure position |
| --------------------------------------------- | ------------------ |
| Royaume-Uni Singles (Official Charts Company) | 48                 |

## Historique de sortie
| Pays             | Date             | Format                 |
| ---------------- | ---------------- | ---------------------- |
| Australie        | 12 octobre 2012  | Téléchargement digital |
| Brésil           | 12 octobre 2012  | Téléchargement digital |
| Danemark         | 12 octobre 2012  | Téléchargement digital |
| France           | 12 octobre 2012  | Téléchargement digital |
| Allemagne        | 12 octobre 2012  | Téléchargement digital |
| Irlande          | 12 octobre 2012  | Téléchargement digital |
| Italie           | 12 octobre 2012  | Téléchargement digital |
| Nouvelle-Zélande | 12 octobre 2012  | Téléchargement digital |
| Norvège          | 12 octobre 2012  | Téléchargement digital |
| Portugal         | 12 octobre 2012  | Téléchargement digital |
| Espagne          | 12 octobre 2012  | Téléchargement digital |
| Royaume-Uni      | 14 octobre 2012  | CD Single              |
| Allemagne        | 16 novembre 2012 | CD single              |
| États-Unis       | 11 décembre 2012 | Téléchargement digital |